# Semana Santa en Pontevedra
La Semana Santa en Pontevedra es un ciclo de actos conmemorativos de la Pasión de Cristo llevados a cabo en la ciudad española de Pontevedra desde el Domingo de Ramos hasta el Domingo de Resurrección. La Semana Santa de Pontevedra es una tradición religiosa y cultural profundamente arraigada en la ciudad, que combina devoción, arte, participación ciudadana y ambiente festivo, con múltiples cofradías y procesiones solemnes.

## Historia

### Orígenes medievales
La Semana Santa de Pontevedra tiene sus raíces en el siglo XIV, cuando las primeras manifestaciones de religiosidad popular comenzaron a tomar forma en torno a las iglesias del centro histórico. En 1351, se celebró la primera procesión conocida en Pontevedra, la del Jueves Santo, organizada por la antigua Cofradía de la Vera Cruz, vinculada a la orden dominica. Este evento marcó el inicio documentado de la Semana Santa en la ciudad. Las cofradías medievales tenían un papel clave en la vida religiosa y social, encargándose de organizar actos litúrgicos, ayudar a los más necesitados y, especialmente, de dar culto público a través de procesiones y representaciones sacras.

### Siglos XVI a XIX
En los siglos XVI y XVII, con el impulso de la Contrarreforma, las cofradías y hermandades en la ciudad adquirieron mayor organización e importancia. Procesiones penitenciales salían desde templos como la Basílica de Santa María la Mayor o San Bartolomé el Viejo, promovidas por los gremios y por las hermandades vinculadas a la parroquia. Estos cortejos eran organizados con gran solemnidad y contaban con imágenes que hoy forman parte del patrimonio artístico de la ciudad, como el Cristo del Buen Viaje o la Virgen de la Soledad.
Durante los siglos XVIII y XIX, la Semana Santa pontevedresa vivió momentos de esplendor y también de decadencia, especialmente por las sucesivas crisis políticas y sociales. En lo referente a la asistencia, en el siglo XVIII, las crónicas recogen ya un gran tumulto ocurrido entre los asistentes a la procesión del Jueves Santo (la actualmente conocida como “Los Pasos”), que en aquella época era la que despertaba mayor fervor entre los fieles. Los principales actos religiosos tenían lugar en la desaparecida capilla de la Vera Cruz, ubicada en el convento de San Francisco. Se cree que este pequeño templo se encontraba en una zona del claustro, cerca de la actual entrada. En aquella época, el Ayuntamiento de Pontevedra participaba activamente en la organización del programa de la Semana Santa, al igual que los gremios de artesanos. En 1693 se construyó un nuevo paso para la Sagrada Cena, solicitado por la cofradía y gremio de los Santos Apóstoles con sede en la iglesia de San Bartolomé, y en 1754 las actas muncipales dan fe de la donación por parte de un matrimonio de fieles de un paso para el Ecce Homo. La procesión del Jueves Santo era encabezada por el paso de la Sagrada Cena, seguido por la Oración en el Huerto, los Azotes, la Coronación de Espinas y el Cristo con la Cruz a Cuestas. La mayoría de estas imágenes se conservaban en la antigua capilla de la Virgen del Camino (al final de la actual calle Fray Juan de Navarrete), derribada en 1935.

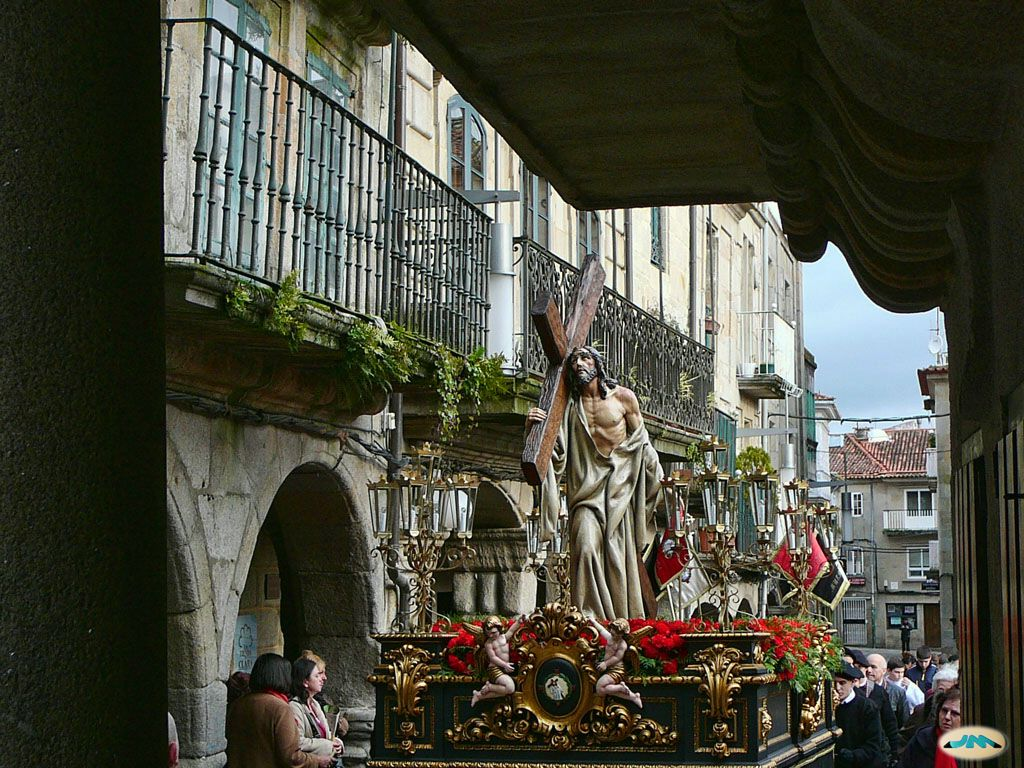
Paso procesional en la plaza de Teucro.

La desamortización de Mendizábal y los conflictos del siglo XIX afectaron profundamente a la vida religiosa en toda Galicia. Aun así, en Pontevedra sobrevivieron ciertas tradiciones gracias al arraigo local y al compromiso de los fieles. La procesión del Santo Entierro, una de las más antiguas de Galicia, continuó celebrándose, aunque en algunos momentos con escasos recursos. En este siglo la calle Amargura en el centro histórico adoptó esta denominación por celebrarse en ella el Encuentro que realizaban las imágenes durante la Semana Santa hasta la década de 1950.

### SigloXX
Con la llegada del siglo XX, la ciudad de Pontevedra experimentó grandes transformaciones urbanas y sociales. En ese contexto, y tras los efectos de la Guerra Civil, la Semana Santa local se fue reorganizando. En 1924 el Gremio de Mareantes impulsó la Cofradía do Corpo Santo. Desde 1934, solo se mantuvo la Procesión del Santo Entierro, ya que las demás procesiones que formaban parte del antiguo ceremonial de la Semana Santa pontevedresa fueron desapareciendo progresivamente. Las procesiones por entonces eran escasas y limitadas a unos pocos pasos procesionales.
Cinco años más tarde, en 1949, la Semana Santa pontevedresa resurgió definitivamente gracias al impulso del pintor Luis Pintos Fonseca, quien llevó a cabo una destacada labor de restauración y revalorización de muchos de los pasos que aún se conservaban en ese momento. Se comprobó que varias de las imágenes contaban con detalles del taller de Gregorio Fernández (1576-1636). Ese mismo año 1949 se creó la Cofradía del Silencio y la Vera Cruz, una de las más emblemáticas de la ciudad. Esta hermandad introdujo un estilo más austero e introspectivo, inspirado en la tradición castellana, con una fuerte carga simbólica y un riguroso silencio durante sus recorridos procesionales. También se fundó la Cofradía de Nuestro Padre Jesús con la Cruz a Cuestas, que junto con la de la Vera-Cruz daría origen a la Junta Coordinadora de la Semana Santa, la organización que actualmente se encarga de planificar y gestionar los distintos actos religiosos de este periodo. A partir de entonces, la Semana Santa pontevedresa entró en una nueva etapa, caracterizada por la consolidación de nuevas cofradías y la recuperación del patrimonio escultórico y litúrgico.
Con la creación de la Junta Coordinadora, en 1950 se incorporó al programa la procesión del Domingo de Ramos, conocida popularmente como la “Borriquita”. En los años siguientes se estableció la procesión del Miércoles Santo. En 1952 se fundaron las Cofradías del Silencio y del Espíritu Santo y ya a finales de siglo, en 1997, se fundó la Cofradía de Nuestra Señora del Amor Hermoso.

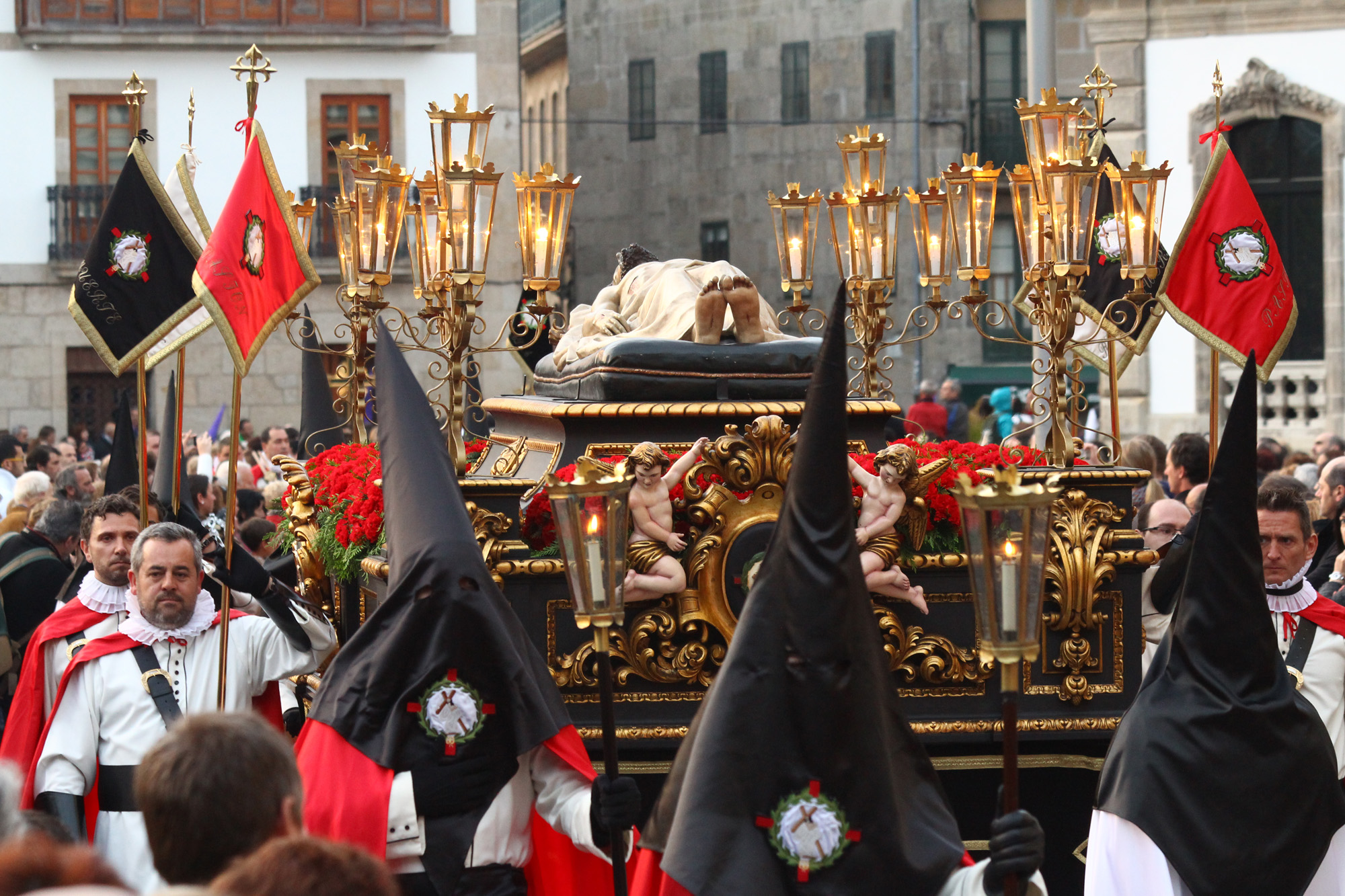
Cofradía de Nuestro Padre Jesús con la Cruz a Cuestas.

### SigloXXI
El siglo XXI ha sido testigo de un renacimiento de la Semana Santa de Pontevedra. Gracias a la colaboración entre las cofradías, el Obispado y el ayuntamiento de Pontevedra, las procesiones se han perfeccionado y abierto al público con mayor participación y proyección. El uso del casco histórico como escenario otorga un carácter único a los desfiles, y la incorporación de la juventud a través de bandas de música y grupos de ayudantes ha asegurado el relevo generacional. La ciudad se ha consolidado así como uno de los referentes de la Semana Santa en Galicia, con una celebración que combina tradición, recogimiento y arte sacro en un marco urbano singular.
En 2009 se incorporó a la celebración la lectura de un pregón, por parte de un teólogo en ese primer año, para inaugurar los actos festivos. En 2014 la Cofradía de la Veracruz y Misericordia recuperó  la procesión del Cristo de las Caídas, que se había perdido en los años sesenta.
Tras la pandemia de COVID-19 en que no se celebraron procesiones, la Semana Santa de Pontevedra recuperó todo su esplendor a partir de 2023. En ese año participaron las siete cofradías pontevedresas activas y se celebraron nueve procesiones, cifra récord hasta la fecha. Se incorporó una nueva procesión: el traslado del Ecce Homo desde la Basílica de Santa María la Mayor a la iglesia de Santiago de O Burgo, acompañado por la Cofradía del Espíritu Santo y su coro.

## Descripción

### Procesiones
La Semana Santa de Pontevedra, una de las celebraciones religiosas más destacadas del calendario litúrgico gallego, se desarrolla con un conjunto de procesiones que recorren las calles del centro histórico y otros barrios de la ciudad como Campolongo. Durante las procesiones más de 700 cofrades desfilan por las calles de la ciudad con redobles de tambores y olor a incienso.

#### Viernes de Dolores
Procesión de la Virgen de los Dolores. Organizada por la Cofradía de Nuestra Señora del Amor Hermoso, esta procesión marca el inicio de la Semana Santa pontevedresa. Sale de la iglesia de San José en Campolongo y recorre diversas calles y plazas céntricas como la plaza de Galicia y la calle Peregrina, incluyendo un sermón en la plaza de la Peregrina. La imagen de la Virgen desfila portada por costaleros a partir de las 20:00 horas.

#### Domingo de Ramos

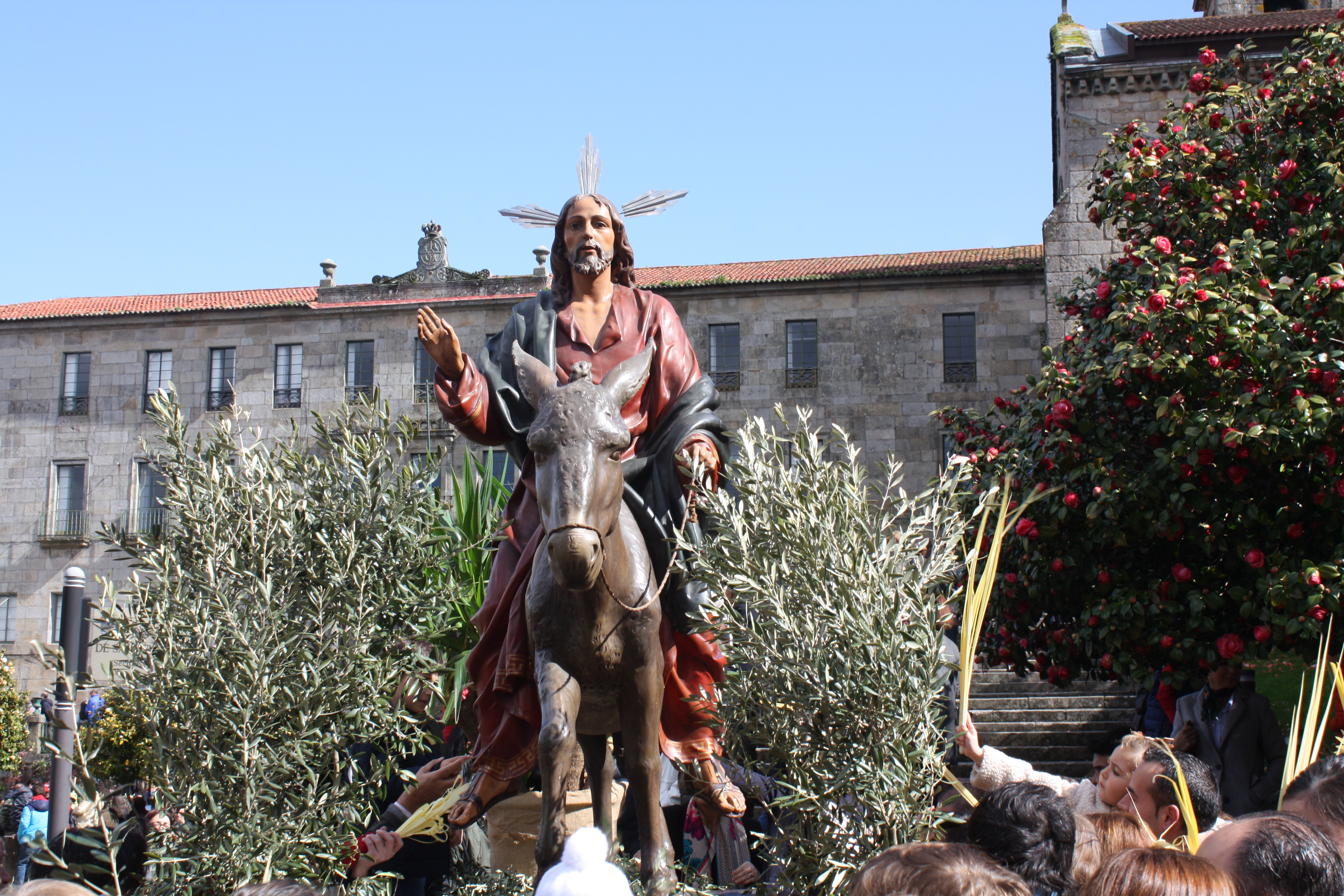
Procesión de la Borriquita.

Procesión de Jesús entrando en Jerusalén (La Borriquita). El Domingo de Ramos comienza con el traslado de la imagen de la Borriquita desde la iglesia de San José hacia la plaza de la Herrería, donde se celebra la bendición de palmas y ramos. Tras este acto litúrgico, la procesión continúa hasta la basílica de Santa María la Mayor, donde se celebra una misa solemne. La imagen representa la entrada triunfal de Jesús en Jerusalén, y la procesión está especialmente dirigida a las familias y niños. La tradicional procesión de La Borriquita tiene lugar en el mediodía del Domingo de Ramos a partir de las escalinatas de la iglesia de San Francisco, recorriendo el Centro Histórico hasta la Basílica de Santa María la Mayor. Suele estar acompañada por numerosos niños de distintas cofradías pontevedresas, en un acto de gran arraigo histórico en la ciudad. Se trata, además, de la única procesión cuya talla pertenece a la Junta Coordinadora de Cofradías.

#### Lunes Santo
Procesión del Cristo de las Caídas. Esta procesión, de gran valor histórico y devocional, parte de la iglesia de San Bartolomé a las 20:30 horas. La imagen del Cristo de las Caídas, una talla del siglo XVIII, recorre las calles del centro histórico como Sarmiento, Pasantería, Michelena, Manuel Quiroga o Soportales acompañada de la interpretación de motetes, lo que añade un fuerte componente espiritual y estético al acto.

#### Martes Santo
Procesión de Jesús Nazareno y María Santísima de la Esperanza. A las 21:00 horas parte desde la iglesia de San Bartolomé esta procesión conjunta de las cofradías de Nuestro Padre Jesús del Silencio y Nuestra Madre del Mayor Dolor. Las imágenes recorren calles y plazas emblemáticas como Curros Enríquez, Soportales y Paseo Antonio Odriozola, tras la celebración de una misa a las 20:00 horas.

#### Miércoles Santo
Procesión de la Santísima Virgen de la Soledad. Con salida a las 21:00 horas desde la Basílica de Santa María la Mayor, esta procesión está organizada por la Cofradía de Nuestra Madre del Mayor Dolor. Desfilan las imágenes de la Virgen de la Soledad y Jesús Nazareno con la cruz, en un ambiente de recogimiento y silencio por las calles del centro histórico de Pontevedra.

#### Jueves Santo
Procesión de los Pasos. Esta es una de las procesiones más complejas y solemnes de la Semana Santa pontevedresa. Parte de la Basílica de Santa María la Mayor a las 20:00 horas y cuenta con la participación de varias cofradías y numerosos pasos, como el de la Última Cena, el Huerto de los Olivos, Jesús Cautivo, la Flagelación, el Ecce Homo y el Cristo de la Expiración, entre otros. El recorrido abarca vías principales como García Camba, Michelena y Peregrina, y representa distintos momentos de la Pasión de Cristo.

#### Viernes Santo
Procesión del Encuentro con Vía Crucis Penitencial. A las 9:30 horas del Viernes Santo se celebra esta procesión que parte desde dos puntos distintos: la Basílica de Santa María la Mayor, con la imagen de Cristo con la cruz a cuestas, y la Iglesia de San Bartolomé, con la Virgen de la Soledad. Ambas imágenes se encuentran en la plaza de Teucro, donde se pronuncia un sermón. En caso de mal tiempo, el acto se realiza en la basílica.

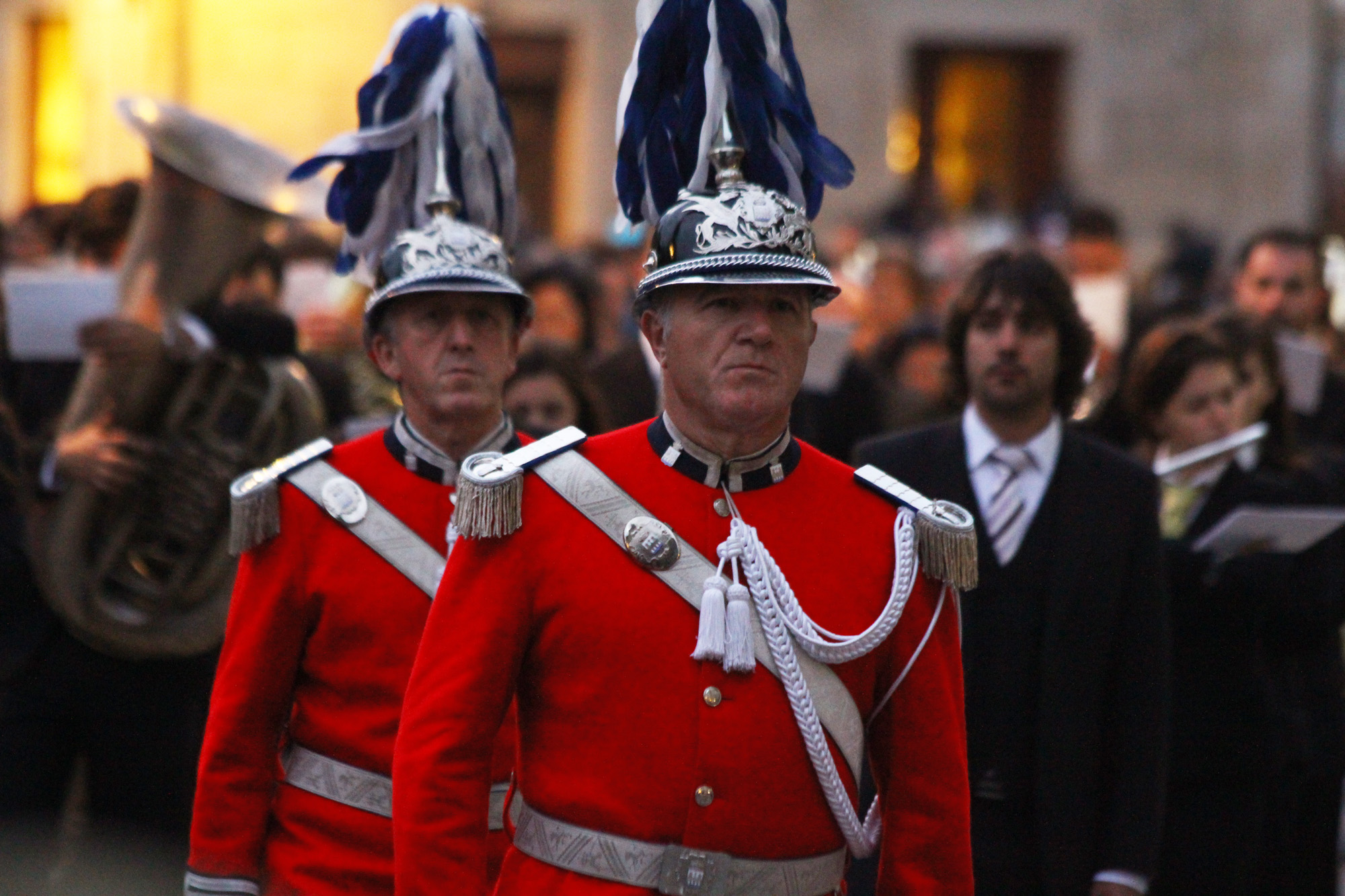
Procesión del Santo Entierro.

Procesión del Santo Entierro. A las 20:00 horas tiene lugar uno de los momentos culminantes de la Semana Santa: la procesión del Santo Entierro. Con salida desde la Basílica de Santa María la Mayor, participan todas las cofradías con sus respectivas imágenes: el Calvario, la Verónica, la Virgen del Mayor Dolor, la Virgen de las Angustias, el Cristo Yacente y otras tallas emblemáticas. Es un acto de gran solemnidad que recorre calles como Oliva, García Camba y Peregrina.

#### Sábado Santo
Traslado de la imagen del Ecce Homo. Este acto litúrgico comienza a las 12:00 horas en la Basílica de Santa María la Mayor. La procesión recorre un largo trayecto hasta la iglesia de Santiago Peregrino en O Burgo, durante el cual se meditan los Siete Dolores de la Virgen en distintos puntos del itinerario. En caso de lluvia, la meditación se realiza dentro del templo.

#### Domingo de Pascua
Procesión del Encuentro de Jesús Resucitado con la Virgen María. El Domingo de Resurrección culmina las celebraciones con una procesión festiva y luminosa. La imagen de Jesús Resucitado parte desde la Basílica de Santa María la Mayor y se encuentra con la Virgen del Amor Hermoso y María Magdalena, que salen de la iglesia de San José. El emotivo encuentro tiene lugar en la plaza de la Herrería, donde se celebra un sermón y se interpretan motetes. La procesión unificada regresa a la iglesia de San José para cerrar oficialmente la Semana Santa.

### Cofradías
La Semana Santa de Pontevedra cuenta en la actualidad con siete cofradías activas que constituyen el núcleo de estas celebraciones. Entre las más relevantes figuran la Cofradía de Nuestra Señora de la Soledad, la Hermandad de Jesús Nazareno, la Cofradía del Santo Entierro y la Cofradía del Silencio, todas ellas con pasos propios, vestimentas distintivas y tradiciones particulares. Estas hermandades desarrollan una labor continua a lo largo del año, combinando las actividades religiosas con iniciativas sociales, formativas y culturales. La Junta Coordinadora, que coordina su funcionamiento, ha contribuido a mejorar la organización y proyección de la Semana Santa pontevedresa. Las cofradías que protagonizan las procesiones son las siguientes:

#### Cofradía de la Vera-Cruz y Misericordia

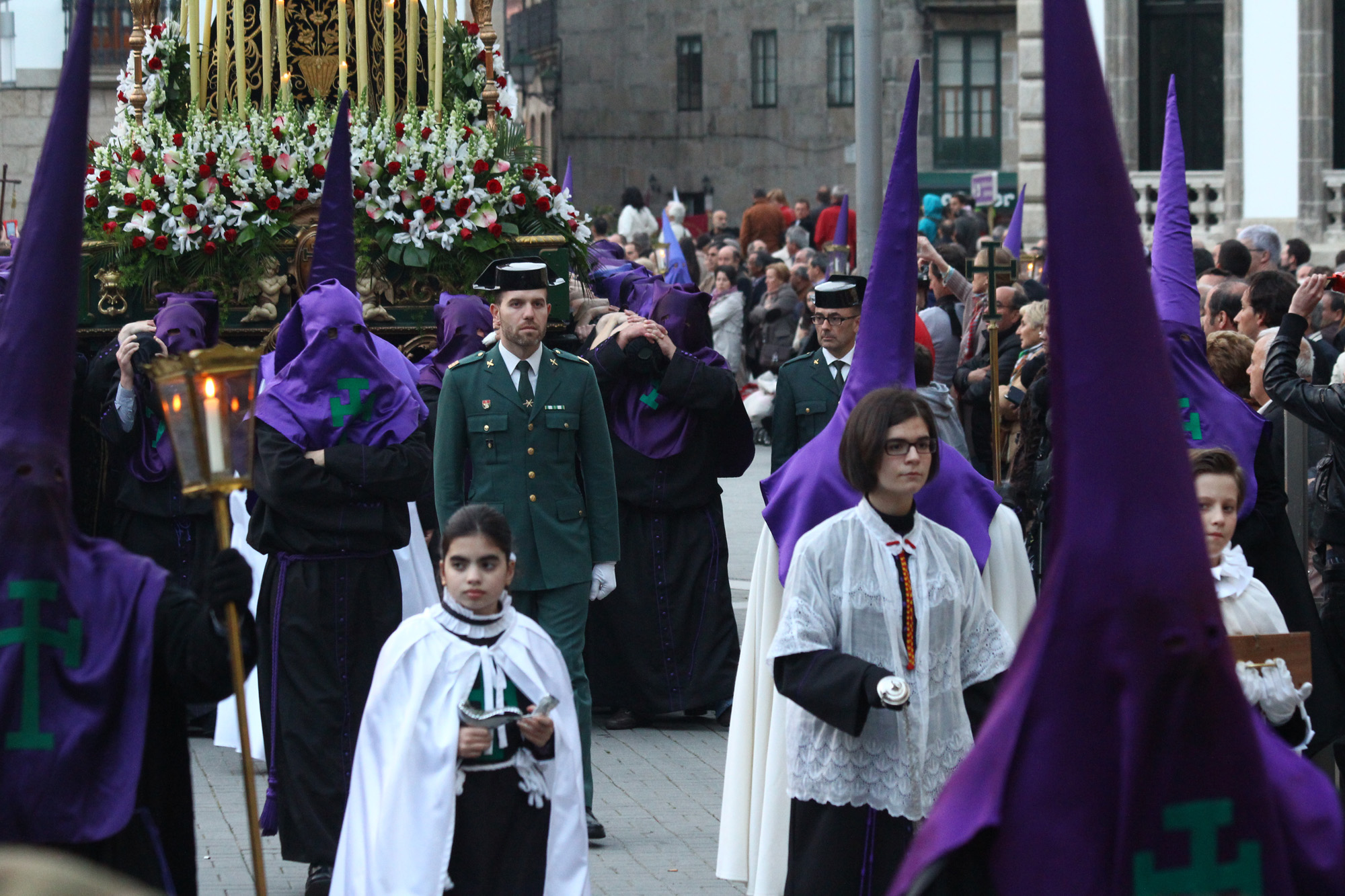
Cofradía de la Vera Cruz y Misericordia

Fundada originalmente en 1351 y refundada en 1949, la Cofradía de la Vera-Cruz y Misericordia es la más antigua de Pontevedra. Tiene su sede en la iglesia de San Bartolomé y es una de las más activas y numerosas de la ciudad, con cerca de 150 cofrades. Procesiona con los pasos de la Virgen de la Soledad, la Virgen de la Misericordia, el Santísimo Cristo de la Expiración y el Cristo de las Caídas, este último recuperado en 2014 del Convento de Santa Clara con autorización de las monjas clarisas. Todas sus imágenes son portadas por costaleros, y la cofradía cuenta con una potente banda de cornetas y tambores. El Cristo de las Caídas tiene su salida procesional el Lunes Santo.

#### Cofradía de Nuestro Padre Jesús con la Cruz a Cuestas
Conocida también como la Cofradía de los Excombatientes, fue fundada el 31 de marzo de 1949. Esta cofradía es la que más hermanos agrupa en la ciudad y destaca por su fuerte presencia en la procesión del Santo Entierro, en la que habitualmente participa la BRILAT (Brigada Ligera Aerotransportable). Sus principales pasos son el de Jesús con la Cruz a Cuestas, una talla de 1952 realizada por José Puente Otero inspirada en una obra de Mariano Benlliure (que participa en la Procesión del Jueves Santo y desde 1955 también en la del Encuentro) y el del Cristo Yacente, ambos muy representativos en los desfiles procesionales de la Semana Santa pontevedresa.

#### Cofradía de Nuestra Madre del Mayor Dolor
Esta cofradía fue fundada en la década de 1950 y refundada en 1984. Se distingue por ser la única integrada exclusivamente por mujeres, quienes procesionan a cara descubierta y con la tradicional mantilla negra. Entre los pasos que acompañan destacan la Virgen del Mayor Dolor, la Virgen de la Soledad, Jesús Nazareno con la Cruz a Cuestas, la Oración en el Huerto y el Beso de Judas. Las integrantes de la hermandad visten de negro con mantilla, guantes y rosario, siguiendo una estética tradicional y sobria. Procesionan a cara descubierta, reforzando su singularidad en el conjunto de las cofradías pontevedresas.

#### Cofradía do Corpo Santo
Creada el 17 de julio de 1924 por el histórico Gremio de Mareantes, la Cofradía do Corpo Santo tuvo una larga pausa de participación desde los años 70 hasta su retorno en 2007. Tradicionalmente acompañaban al Cristo de la Agonía, y desde 2009 sus cofrades visten un hábito inspirado en San Telmo, patrón de los marineros. En la actualidad, está formada mayoritariamente por mujeres y sus integrantes también procesionan a cara descubierta, lo que refuerza su carácter tradicional y abierto.

#### Cofradía del Silencio

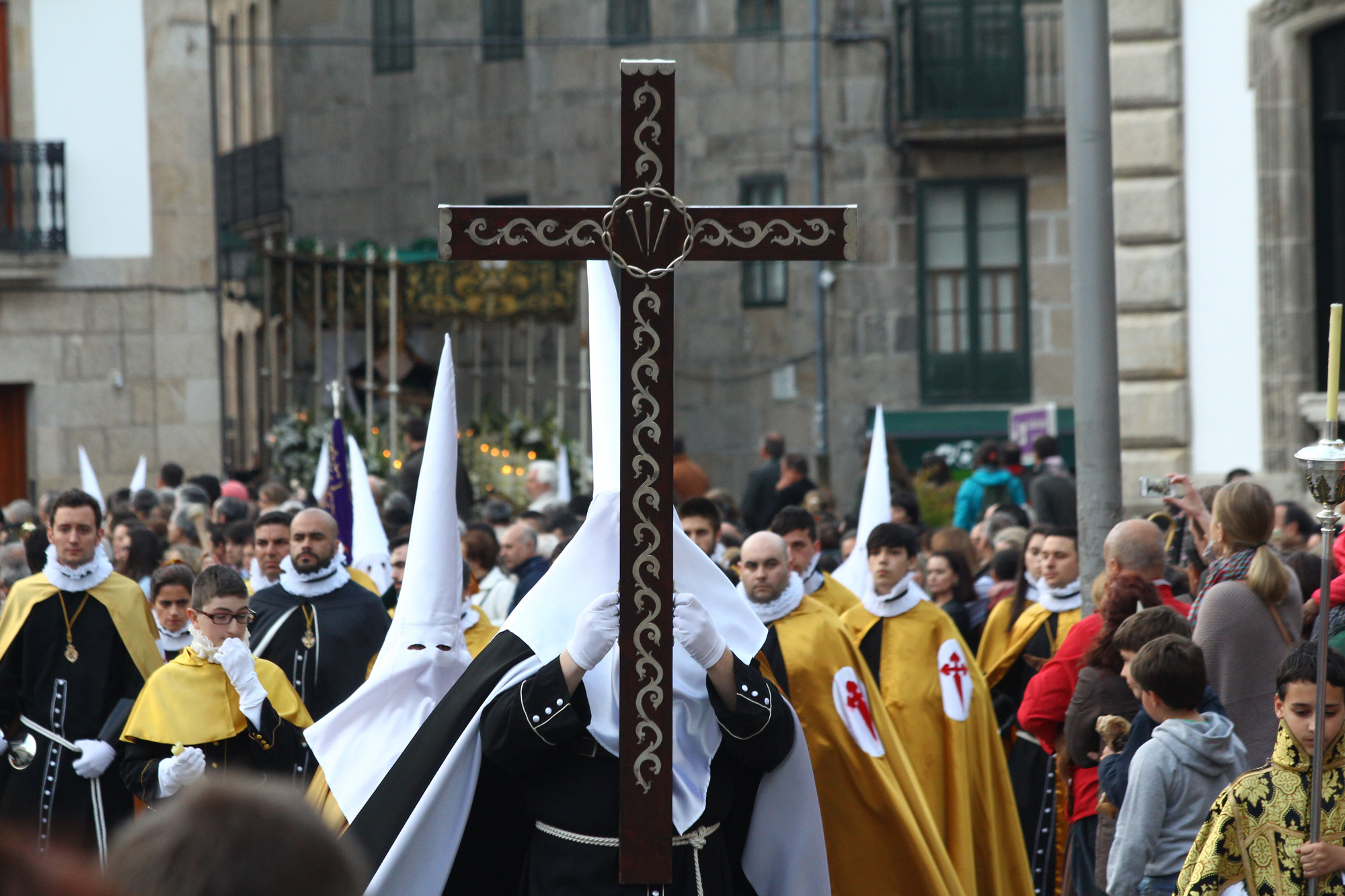
Cofradía del Silencio.

La Cofradía del Silencio fue fundada el 27 de marzo de 1952 por un grupo de estudiantes pontevedreses residentes en Santiago de Compostela con el propósito de revitalizar la Semana Santa local. A pesar de sus limitados recursos iniciales, logró consolidarse como una de las hermandades más activas de la ciudad. Desde 1962 cuenta con el respaldo institucional de la Escuela Naval Militar, que ostenta la presidencia de honor y participa en sus procesiones del Jueves y Viernes Santo. En sus primeras salidas procesionales acompañaban al paso del Calvario, pero con el tiempo adquirieron sus propias imágenes, entre ellas Jesús Cautivo y el Paso de la Flagelación, así como Nuestra Señora de las Angustias. Su hábito combina los colores negro y dorado, con guantes blancos y la cruz de Santiago como emblema distintivo.

#### Cofradía del Espíritu Santo
La Cofradía del Espíritu Santo fue fundada en 1952 por el profesor José Fernando Filgueira Valverde, junto a Julio Lois Fernández y Rafael Lino Sáenz, y bajo la dirección espiritual de Lino García. Desde sus orígenes está estrechamente vinculada al alumnado de los institutos de Pontevedra, razón por la que es conocida popularmente como “la cofradía del instituto”. Su escudo muestra una cruz flordelisada con las siglas IP, en referencia al Instituto de Pontevedra. Destaca por su austeridad y penitencia, con cofrades que participan descalzos y, en ocasiones, portando una cruz de madera. El hábito consiste en una túnica granate con cinturón de cuerda, capuchón blanco con borlas amarillas y escudo, y desde 2003 incluye una capa blanca. En la actualidad, acompaña al Ecce Homo, una imagen que trasladan desde la Basílica de Santa María la Mayor hasta la iglesia de Santiago Peregrino de O Burgo el Sábado Santo, y también participa el Viernes Santo junto a la Santa Cruz.

#### Cofradía de Nuestra Señora del Amor Hermoso

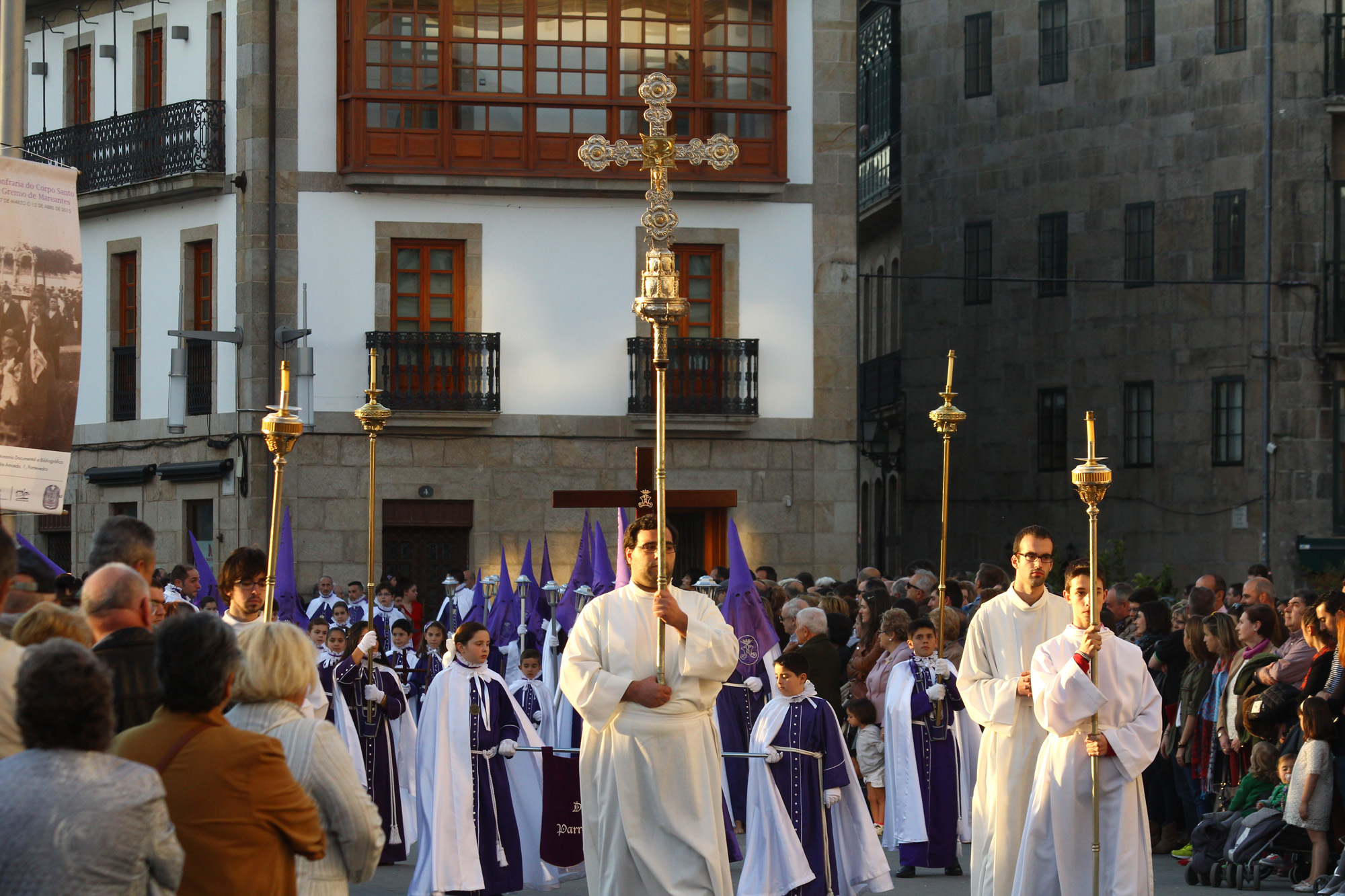
Cofradía de Nuestra Señora del Amor Hermoso.

Fundada en 1997 y con sede en la iglesia de San José de Campolongo, la Cofradía de Nuestra Señora del Amor Hermoso es la más joven de las hermandades de la Semana Santa pontevedresa. Desde su primera procesión en 1998, ha crecido rápidamente, contando hoy con unos 160 cofrades. Una de sus señas de identidad es la activa participación infantil: los más pequeños procesionan con dos tallas de reducido tamaño, una Virgen y un Cristo crucificado. La cofradía muestra un espíritu dinámico y familiar, con el objetivo de implicar a todas las generaciones. Los voluntarios de Protección Civil, cofrades de honor desde 1998, escoltan las imágenes y portan el estandarte. El hábito es morado con capa blanca, guantes y cíngulo del mismo color, y capirote morado, que cambia a blanco en la procesión del Domingo de Pascua. En sus desfiles participan pasos como La Oración en el Huerto, la Virgen del Amor Hermoso, la Verónica y Jesús Resucitado.